# Grown Man Shit
Grown Man Shit – mixtape amerykańskiego rapera z Detroit Proofa z grupy D12. Został wydany 25 kwietnia 2005 roku.

## Lista utworów
| #  | Tytuł                     | Producent   | Gościnnie | Czas |
| -- | ------------------------- | ----------- | --------- | ---- |
| 1  | Proof For Mayor [Intro]   | Nieznany    | -         | 1:20 |
| 2  | Apollo G's                | Reef        | -         | 2:21 |
| 3  | Pray For Me               | Eminem      | -         | 1:23 |
| 4  | Nothing                   | Salam Wreck | -         | 4:14 |
| 5  | My Life                   | Big K.O     | -         | 3:03 |
| 6  | That's Wots Up            | Nieznany    | Mu        | 2:39 |
| 7  | Commercial Break 1        | Nieznany    | -         | 1:30 |
| 8  | Ou,Ouuuuuuu               | Eminem      | -         | 1:48 |
| 9  | Sting Bling               | Mr. Porter  | -         | 3:26 |
| 10 | Next Morning              | S.Dot       | -         | 3:57 |
| 11 | My Dudey                  | Dj Extreme  | -         | 2:43 |
| 12 | Waiting On Dead Scripts   | Stan Da Man | -         | 1:35 |
| 13 | Waiting On Dead           | Sicknotes   | -         | 2:03 |
| 14 | Define My Life            | Dj Los      | Dolo      | 2:46 |
| 15 | Dream Killa               | Essman      | -         | 3:23 |
| 16 | Commercial Break 2        | Nieznany    | -         | 1:30 |
| 17 | Live n Direct             | Mr. Porter  | -         | 2:46 |
| 18 | Wots Up                   | Eminem      | Horny Mac | 2:37 |
| 19 | Ease Up                   | Yan         | Shockwave | 3:42 |
| 20 | Brick by Brick            | Dj Reach    | -         | 3:18 |
| 21 | Can't Have a Moment Peace | Nieznany    | -         | 2:49 |
| 22 | Oil Can Harry             | Eminem      | Eminem    | 2:52 |
| 23 | I.F                       | Nieznany    | -         | 3:11 |